# Svenska mästerskapen i längdskidåkning 2002
Svenska mästerskapen i längdskidåkning 2002 arrangerades i Gällivare.

## Medaljörer, resultat

### Herrar
| Gren                    | Guld                                                 | Guld                                                 | Silver | Silver | Brons | Brons |
| 15 km (K)               | Anders Södergren                                     | Stockviks SF                                         |        |        |       |       |
| 30 km (K)               | Mathias Fredriksson                                  | Häggenås SK                                          |        |        |       |       |
| 50 km (F)               | Anders Södergren                                     | Stockviks SF                                         |        |        |       |       |
| Jaktstart (10 F + 15 K) | Per Elofsson                                         | IFK Umeå                                             |        |        |       |       |
| Sprint (F)              | Peter Larsson                                        | Bergnäsets AIK                                       |        |        |       |       |
| Stafett 3 x 10 km (F)   | IFK Umeå (Lars Carlsson, Per Elofsson, Jörgen Brink) | IFK Umeå (Lars Carlsson, Per Elofsson, Jörgen Brink) |        |        |       |       |
| Lagtävling 15 km        | Piteå Elit SK                                        | Piteå Elit SK                                        |        |        |       |       |
| Lagtävling 30 km        | Häggenås SK                                          | Häggenås SK                                          |        |        |       |       |
| Lagtävling 50 km        | Häggenås SK                                          | Häggenås SK                                          |        |        |       |       |
| Lagtävling Jaktstart    | Häggenås SK                                          | Häggenås SK                                          |        |        |       |       |

### Damer
| Gren                   | Guld                                                     | Guld                                                     | Silver | Silver | Brons | Brons |
| 5 km (K)               | Lina Andersson                                           | Malmbergets AIF                                          |        |        |       |       |
| 15 km (K)              | Anna Dahlberg                                            | Åsarna IK                                                |        |        |       |       |
| 30 km (F)              | Anna Dahlberg                                            | Åsarna IK                                                |        |        |       |       |
| Jaktstart (5 F + 10 K) | Jenny Olsson                                             | Åsarna IK                                                |        |        |       |       |
| Sprint (F)             | Anna Dahlberg                                            | Åsarna IK                                                |        |        |       |       |
| Stafett 3 x 5 km (F)   | Åsarna IK (Mariana Handler, Jenny Olsson, Anna Dahlberg) | Åsarna IK (Mariana Handler, Jenny Olsson, Anna Dahlberg) |        |        |       |       |
| Lagtävling 5 km        | Åsarna IK                                                | Åsarna IK                                                |        |        |       |       |
| Lagtävling 15 km       | Åsarna IK                                                | Åsarna IK                                                |        |        |       |       |
| Lagtävling 30 km       | Åsarna IK                                                | Åsarna IK                                                |        |        |       |       |
| Lagtävling Jaktstart   | Åsarna IK                                                | Åsarna IK                                                |        |        |       |       |

### Webbkällor
- Svenska Skidförbundet
- Sweski.com